# Vysočanská (metropolitana di Praga)
Vysočanská è una stazione della linea B della metropolitana di Praga.

## Storia
La stazione è stata attivata l'8 novembre 1998, come parte del prolungamento della linea B tra Českomoravská e Černý Most.

## Strutture e impianti
La stazione è sotterranea ed è dotata di due binari, serviti da una banchina centrale.

## Servizi
La stazione è dotata di ascensori per le persone a mobilità ridotta.
- Biglietteria
- Servizi igienici

## Interscambi
- Fermata autobus (linee 136, 151, 152, 177, 182, 183, 195 e 375)[2]
- Fermata tram (linee 12 e 31)[2]
- Stazione ferroviaria (Praga Vysočany, sulle linee S2, S3, S9, S22, S34, R21 e R43 del servizio ferroviario suburbano di Praga)[2]